# Ebenenbündel
Das Ebenenbündel ist in der perspektivischen Darstellung dreidimensionaler Gegenstände die Menge aller Ebenen, die einen gemeinsamen Punkt enthalten, den Träger des Ebenenbündels. 
Wenn der Träger ein Fernpunkt ist, also ein „Schnittpunkt“ einer Schar paralleler Geraden, so liegen alle Schnittgeraden der Bündelebenen parallel. Das räumliche Ebenenbündel ist ein Grundgebilde zweiter Stufe, vergleichbar zum Geradenbündel in der Ebene.

## Definition
In der synthetischen Geometrie, die von Axiomen und Theoremen ausgeht, wird die Ausdrucksweise „enthält den gemeinsamen Punkt“ ersetzt durch „inzidiert mit einem Punkt“, und die Definition lautet: 
Das Ebenenbündel ist in der synthetischen projektiven Geometrie die Menge aller Ebenen, die mit einem Punkt inzidieren. 